# Bernard Maurey
Bernard Maurey (* 1948) ist ein französischer Mathematiker, der sich mit Funktionalanalysis und speziell der Theorie der Banachräume beschäftigt.
Er wurde 1973 an der Universität Paris VII (Denis Diderot) bei Laurent Schwartz promoviert (Théorèmes de factorisation pour les opérateurs linéaires à valeurs dans les espaces Lp). Er ist Professor an der Universität Paris VII und Mitglied des Labors für Analysis und Angewandte Mathematik der Universität Marne-la-Vallée.
Maurey führte mit Jean-Louis Krivine 1981 stabile Banachräume ein. 1992 löste er mit Timothy Gowers das unbedingte Basis-Folgen Problem (unconditional basis sequence problem) in der Theory der Banachräume, indem sie zeigten, dass unendlich dimensionale Banachräume nicht immer eine unbedingte Basisfolge haben.